# Anisodes subcolorata
Anisodes subcolorata là một loài bướm đêm trong họ Geometridae.